# Holger Wallin
Axel Holger Wallin, född 25 februari 1921 i Österåker, Stockholms län, död 9 juli 1997 i Solna, var en svensk dekoratör, målare, tecknare och grafiker.
Han var son till Erik Gunnar Wallin och Karin Fredrika Viktoria Mattson. Wallin studerade vid Tekniska skolan i Stockholm 1935–1936 och arbetade efter studierna som dekoratör. Vid sidan av sitt arbete var han verksam som konstnär. Tillsammans med Folke Pettersson ställde han ut i Gävle 1949 och han medverkade några gånger i Nationalmuseums utställning Unga tecknare samt i utställningar arrangerade av Gävleborgs läns konstförening i Gävle. Hans konst består av blomsterstilleben och landskapsskildringar utförda i akvarell, teckning, träsnitt eller linoleumsnitt. Wallin är representerad vid bland annat Moderna museet i Stockholm  och Flygvapenmuseum.